# Maria Werneck de Castro
Maria Moraes Werneck de Castro (Rio de Janeiro, 8 de outubro de 1909 — 6 de abril de 1994) foi uma militante comunista brasileira.

## Biografia
Maria Moraes Werneck de Castro nasceu em Laranjeiras, filha do advogado Justo de Moraes e de Hermínia Cresta Mendes de Moraes, e neta paterna do marechal Luiz Mendes de Moraes, ministro da guerra (1909). Era advogada, procuradora da Caixa Econômica Federal, casada com o militante comunista Luis Werneck de Castro, também advogado. No fim de sua vida, Maria Werneck dedicou-se à educação e era proprietária, diretora e professora do curso Bandeirantes. Foi muito amiga da família Prestes, de Luiz Carlos Prestes e de sua irmã Clotilde Prestes.
Militante comunista, lutou pelo direito ao voto feminino, em 1930. Participou da Federação Brasileira pelo Progresso Feminino e da Liga Antifascista. Foi companheira de cela da psiquiatra Nise da Silveira e de Olga Benário Prestes, a quem conhecia como Maria Prestes, tendo Olga sido acusada de ser um dos líderes da Revolução Comunista em 1935. Olga foi deportada pela Ditadura Vargas para morrer nos campos de concentração nazista. Ela estava presa no Rio de Janeiro e para enganar os outros presos, o Governo forjou o envio de Olga à maternidade. Neste trajeto, acompanharam Olga, a Maria Werneck e o médico Campos da Paz. No meio do caminho, os militares sequestraram Olga e a levaram ao navio que a transportaria para a Alemanha. Maria Werneck foi exilada na Argentina. Com a ilegalidade do Partido Comunista Brasileiro, em 1947, seguiu atuando no Movimento Unitário dos Trabalhadores e Intelectuais.